# Nathan Coe
Nathan Coe (født 1. juni 1984 i Brisbane, Australien) er en australsk fodboldmålmand, der spiller for den australske fodboldklub Bentleigh Greens SC efter at have spillet i Melbourne Victory. Coe har i perioden 2007-2012 tilknyttet flere danske superligaklubber.

## Karriere
Nathan Coe startede sin karriere i Brisbane Strikers, og deltog i VM for U-17 for Australien i 2001, hvilket skaffede ham en kontrakt med Internazionale FC. Efter VM for U-20 skiftede Coe i 2003 til PSV Eindhoven, hvor han havde en 3-årig kontrakt uden dog at komme til at spille for førsteholdet. Han skiftede pr. 1. januar 2007 til FCK på en et-årig kontrakt, hvor han var tiltænkt rollen som  2. målmand efter Jesper Christiansen. Kontrakten blev siden forlænget. 
Coe var dog skadet den største del af 2007 og opnåede kun begrænset spilletid. Han debuterede på 1. holdet i en superligakamp den 15. september 2007 mod AC Horsens, og spillede ugen efter en pokalkamp mod FC Fredericia. Han forlængede kontrakten med FCK, og er således i klubben også i 2008. FC København fik dog i vinterpausen 2008/2009 tilført yderligere en målmand Johan Wiland, hvorfor Nathan Coes muligheder for spilletid i klubben blev væsentlig begrænset, og FC København indgik følgelig en lejeaftale med den svenske klub Örgryte IS for forårssæsonen 2009. Coe brækkede imidlertid armen kort efter skiftet, og opnåede således ikke spilletid i Örgryte, og lejemålet blev ikke forlænget, hvorefter Coe returnerede til FC København. Den 14. august 2009 blev det offentliggjort, at Coe med øjeblikkelig virkning skiftede til Randers FC. Her nåede han at spille fem kampe, før Randers FC i 2010 valgte at sælge ham til SønderjyskE.
Efter sæsonen 2011-12 forlod Coe SønderjyskE, og efter en periode som klubløs blev i oktober 2012 offentliggjort, at Coe vendte tilbage til hjemlandet Australien til klubben Melbourne Victory.